# 1983 في جنوب إفريقيا
فيما يلي قوائم الأحداث التي وقعت خلال عام 1983 في جنوب أفريقيا.

## رياضة
- 19 مارس – جائزة جنوب أفريقيا الكبرى للدراجات النارية 1983

## مواليد

### يناير
- 1 يناير – نكوسيناثي جوي ملاكم جنوب أفريقي.

### مارس
- 23 مارس – مورغان غولد لاعب كرة قدم جنوب أفريقي.

### أبريل
- 8 أبريل – أندرو أندرسون لاعب كرة مضرب جنوب أفريقي.
- 20 أبريل – سباستيان إنغروسو

### يونيو
- 4 يونيو – آنجلو جيجلي لاعب كرة سلة إيطالي.

### يوليو
- 11 يوليو – إلريو فان هيردن لاعب كرة قدم جنوب أفريقي.

### أكتوبر
- 17 أكتوبر – كانديس بوشير
- 31 أكتوبر – بيفان فرانسمان لاعب كرة قدم جنوب أفريقي.

## وفيات

### سبتمبر
- 10 سبتمبر – ب. ج. فورستر (مواليد 1915) سياسي جنوب أفريقي.

### نوفمبر
- 22 نوفمبر – بات سبنس (مواليد 1898) لاعب كرة مضرب جنوب أفريقي.